# Reclusus

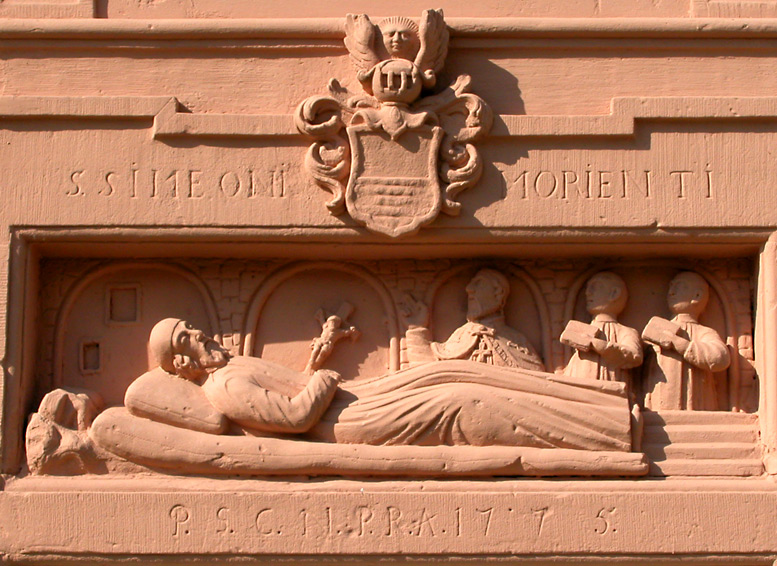
Trier-i Szent Simeon (kb. 980–1035) reclusus szobra

Reclusus, inclusus, nők esetében reclusa, inclusa, a keresztény remeteség egyik sajátos formája.
A remeteéletnek ez a módja a 4. században terjedt el Egyiptomban, Szíriában és Palesztinában. A reclususok befalazott kis házban vagy cellában éltek, amit soha nem hagytak el. Rendkívül szigorú életmódot folytattak, magányukban imádkoztak, elmélkedtek, és dolgoztak, hogy fenntartsák magukat.
Férfiak és nők, világi keresztények és szerzetesek élték ezt a vezeklő életet. A mozgalom idővel átterjedt Nyugatra is. Az 5. és 6. századi zsinatok részletes előírásokkal szabályozták, olykor enyhítették a reclusus életmód szigorát.
A 12–13. században hirtelen megnövekedett a reclususok száma. Szerzetesek vagy apácák többnyire hosszú monostori élet után nyerték el a magányba vonuláshoz szükséges engedélyt. A 14. század reclusái városokban, egy templom vagy monostor mellé épített cellában élték remete magányukat. Ha a reclusus a szerzetesközösség tagja volt, monostori elöljárójának tartozott engedelmességgel; ha világi keresztény volt, az illetékes püspöknek.
A 16. századtól csökkent a reclususok száma, anélkül, hogy teljesen eltűntek volna.